# 25 september
25 september är den 268:e dagen på året i den gregorianska kalendern (269:e under skottår). Det återstår 97 dagar av året.

## Namnsdagar

### I den svenska almanackan
- Nuvarande – Tryggve
- Föregående i bokstavsordning
  - Kleofas – Namnet fanns, till minne av en man, som ska ha mött den återuppståndne Jesus på väg till Emmaus, på dagens datum före 1901, då det utgick.
  - Kåre – Namnet infördes 1986 på 2 augusti, men flyttades 1993 till dagens datum och utgick 2001.
  - Sanfrid – Namnet infördes på dagens datum 1986, men utgick 1993.
  - Signhild – Namnet infördes på dagens datum 1986, men flyttades 1993 till 23 augusti, där det har funnits sedan dess.
  - Signild – Namnet infördes på dagens datum 1901, men utgick 1993.
  - Tryggve – Namnet infördes 1986 på 23 september, men flyttades 1993 till dagens datum och har funnits där sedan dess.
- Föregående i kronologisk ordning
  - Före 1901 – Kleofas
  - 1901–1985 – Signild
  - 1986–1992 – Signild, Sanfrid och Signhild
  - 1993–2000 – Kåre och Tryggve
  - Från 2001 – Tryggve
- Källor
  - Brylla, Eva (red.). Namnlängdsboken. Gjøvik: Norstedts ordbok, 2000 ISBN 91-7227-204-X
  - af Klintberg, Bengt. Namnen i almanackan. Gjøvik: Norstedts ordbok, 2001 ISBN 91-7227-292-9

### Finlandssvenska almanackan
- Nuvarande från 1929[1] – Sigvard
- I föregående revideringar[a][2]
  - inga ändringar sedan 1929

## Händelser
- 275 – Marcus Claudius Tacitus utropas av senaten till romersk kejsare.
- 1066 – Slaget vid Stamford Bridge, då anglosaxarna under ledning av kung Harald Godwinson besegrar landstigande norrmän under kung Harald Hårdråde, vilken stupar i slaget.
- 1598 – Hertig Karl (sedermera Karl IX) besegrar Sigismund i slaget vid Stångebro under kriget mot Sigismund, vilket får till följd att Sigismund förlorar den svenska kronan och hertig Karl övertar ledningen av landet.
- 1915 – Andra slaget vid Champagne inleds.
- 1940 – Stortinget beslutar att avskaffa monarkin i Norge.[3]
- 1963 – The Beatles gör sitt första framträdande utanför Storbritannien och Västtyskland.
- 1964 – Moçambikiska självständighetskriget inleds.
- 1972 – Norge röstar nej till medlemskap i EG.
- 1977 – Brittiska flygbolaget Laker Airways inför lågprisflyg till New York.
- 1992 – NASAS rymdfarkost Mars Observer skjuts upp. Den skulle till planeten Mars. Kontakten förlorades bara dagar före beräknad ankomsttid.
- 1997 – Rymdfärjan Atlantis skjuts upp på uppdrag STS-86.
- 2015 – De 17 globala målen för hållbar utveckling antas av FN:s generalförsamling under namnet Transforming our world: the 2030 Agenda for Sustainable Development (Agenda 2030).
- 2018 – Sveriges statsminister Stefan Löfven entledigas efter att han röstats bort av en majoritet i riksdagen. Omröstningen blev historisk som första gången som en statsminister röstats bort i en sådan omröstning.[4]

## Födda
- 1528 – Otto II av Braunschweig-Lüneburg-Harburg, tysk hertig
- 1547 – Johan van Oldenbarnevelt, nederländsk statsman
- 1564 – Magnus Brahe den äldre, svensk greve och riksråd, riksmarsk, riksdrots och president för Svea hovrätt
- 1599 – Francesco Borromini, italiensk arkitekt, skulptör och murarmästare
- 1683 – Jean-Philippe Rameau, fransk kompositör
- 1694 – Henry Pelham, brittisk politiker, premiärminister
- 1711 – Qianlong, den fjärde Qing-kejsaren av Kina
- 1738 – Nicholas Van Dyke, amerikansk politiker, Delawares president
- 1744 – Fredrik Vilhelm II av Preussen, kung av Preussen
- 1766 – Armand Emmanuel du Plessis de Richelieu, fransk statsman, konseljpresident
- 1853
  - Alexander S. Clay, amerikansk demokratisk politiker, senator (Georgia)
  - Allen M. Fletcher, amerikansk republikansk politiker, guvernör i Vermont
- 1862 – Léon Boëllmann, fransk kompositör
- 1866 – Thomas H. Morgan, amerikansk zoolog och genetiker. Han tilldelades Nobelpriset i fysiologi eller medicin 1933
- 1868 – Kristian Birch-Reichenwald Aars, norsk filosofisk och naturvetenskaplig författare
- 1880 – Aron Gustafsson, svensk lantbrukare och politiker (bondeförbundet)
- 1884 – Tanzan Ishibashi, japansk politiker, premiärminister
- 1886 – Hulda Flood, svensk socialdemokratisk politiker
- 1892 – Walter Frank Woodul, amerikansk demokratisk politiker
- 1893 – Harald Cramér, svensk matematiker, universitetslektor, universitetskansler
- 1894 – Lars Egge, svensk operettsångare, skådespelare och teaterchef
- 1897
  - Anna-Lisa Baude, svensk skådespelare
  - William Faulkner, amerikansk författare, mottagare av Nobelpriset i litteratur 1949
- 1903
  - Ernest S. Brown, amerikansk republikansk politiker, senator (Nevada) 1954
  - Mark Rothko, ryskfödd amerikansk konstnär
- 1906
  - Dmitrij Sjostakovitj, rysk tonsättare
  - José Figueres Ferrer, vid tre tillfällen Costa Ricas president
- 1914 – Andrew Walter, svensk kompositör och musiker (dragspel)
- 1920 – Egon Kjerrman, svensk kapellmästare och kompositör
- 1921 – Åke Ragnar Wide, svensk konstnär och grafiker
- 1926 – John Ericson, amerikansk skådespelare
- 1929 – Ronnie Barker, brittisk komiker
- 1932 – Glenn Gould, kanadensisk pianist
- 1935 – Maj Sjöwall, svensk författare och översättare
- 1941 – Hayati Kafe, svensk jazzsångare
- 1943 – Robert Gates, amerikansk ämbetsman, CIA-chef, försvarsminister
- 1944 – Michael Douglas, amerikansk skådespelare
- 1946
  - Johannes Brost, svensk skådespelare
  - Felicity Kendal, brittisk skådespelare
- 1948
  - Carl Axel Aurelius, biskop i Göteborgs stift
  - Vicki Viidikas, australisk poet och författare
- 1949 – Jerry Costello, amerikansk demokratisk politiker
- 1951 – Mark Hamill, amerikansk skådespelare
- 1952 – Christopher Reeve, amerikansk skådespelare.
- 1953 – Gregory Meeks, amerikansk demokratisk politiker, kongressledamot
- 1955 – Karl-Heinz Rummenigge, tysk fotbollsspelare
- 1958 – Michael Madsen, amerikansk skådespelare
- 1959 – Mina Azarian, svensk skådespelare
- 1961 – Mario Díaz-Balart, amerikansk politiker
- 1962 – Ales Bjaljatski, belarusisk författare och medborgarrättsaktivist, mottagare av Nobels fredspris 2022
- 1963
  - Tate Donovan, amerikansk skådespelare
  - Mikael Persbrandt, svensk skådespelare.
- 1965 – Pia Hansen, svensk sportskytt. OS-guld 2000
- 1966 – Jason Flemyng, brittisk skådespelare
- 1968 – Will Smith, amerikansk skådespelare
- 1969
  - Malin Persson Giolito, svensk författare
  - Catherine Zeta-Jones, amerikansk skådespelare
- 1971 – Tanja Svedjeström, svensk skådespelare
- 1973
  - Hugo Emretsson, svensk skådespelare
  - Bridgette Wilson, amerikansk skådespelare
- 1975 – Daniela Ceccarelli, italiensk alpin skidåkare
- 1977 – Clea DuVall, amerikansk skådespelare
- 1990 – Mao Asada, japansk konståkare
- 1990 – Bajram Jashanica, albansk fotbollsspelare
- 1991 – Emma Kullberg, fotbollsspelare, OS-silver 2020
- 1995 – Kajsa Ezelius, svensk socialdemokratisk politiker

## Avlidna
- 1066
  - Tostig Godwinson, earl av Northumbria
  - Harald Hårdråde, kung av Norge
  - Maria Haraldsdotter, dotter till Harald Hårdråde
- 1506 – Filip I av Kastilien, Filip den sköne, kung av Kastilien
- 1534 – Clemens VII, påve
- 1591 – Kristian I av Sachsen, kurfurste av Sachsen
- 1617 – Francisco Suárez, spansk filosof och teolog
- 1709 – Maximilian Emanuel av Württemberg-Winnental, volontär i svenska armén (karolinerna)
- 1826 – Fredrika Dorotea Vilhelmina av Baden, drottning av Sverige
- 1828 – Charlotte Seuerling, svensk kompositör, poet, skådespelare och sångare
- 1837 – Isham Talbot, amerikansk politiker, senator (Kentucky)
- 1849 – Johann Strauss den äldre, österrikisk kompositör
- 1920 – Aleksej Polivanov, rysk general
- 1931 – Ulrich von Wilamowitz-Moellendorff, tysk klassisk filolog
- 1941 – Clifford Grey, brittisk skådespelare, författare och manusförfattare
- 1955 – Ib Schønberg, dansk skådespelare
- 1970 – Erich Maria Remarque, tysk författare
- 1971 – Hugo Black, amerikansk jurist och politiker
- 1974 – Gunnel Sporr, svensk skådespelare
- 1975 – Sten Hedlund, svensk skådespelare och sångare
- 1980 – John Bonham, brittisk trummis Led Zeppelin
- 1983 – Leopold III, belgisk kung
- 1984 – Walter Pidgeon, amerikansk skådespelare
- 1986
  - Franz von Lampe, svensk violinpedagog och skulptör
  - Nikolaj Semjonov, rysk kemist och fysiker, mottagare av Nobelpriset i kemi 1956
- 1987 – Mary Astor, amerikansk skådespelare
- 1990 – Wilfred Burns, brittisk kompositör som bland annat komponerat svensk filmmusik
- 1991 – Klaus Barbie, tysk SS-officer
- 1992 – César Manrique, spansk konstnär och arkitekt.
- 1994 – Bengt Logardt, svensk tandläkare, regissör, skådespelare manusförfattare och kompositör
- 1999 – Björn Lindroth, svensk regissör, manusförfattare, konstnär och sångtextförfattare
- 2000 – Birgitta Palme, svensk skådespelare, regissör och teaterchef
- 2001 – Vanja Rodefeldt, svensk skådespelare
- 2009 – Willy Breinholst, dansk författare
- 2011 – Wangari Maathai, kenyansk politiker och miljöaktivist, mottagare av Nobels fredspris 2004
- 2012
  - Billy Barnes, amerikansk kompositör och textförfattare
  - Eric Ives, brittisk historiker
  - Andy Williams, amerikansk underhållare
- 2014
  - Dorothy Tyler-Odam, brittisk höjdhoppare
  - Rimma Karelskaja, rysk ballerina och balettlärare
- 2016 – Arnold Palmer, amerikansk golfspelare
- 2019 – Arne Weise, svensk TV-profil och journalist
- 2024 – Anders Bergman, svensk ishockeymålvakt

### Fotnoter
1. ↑  ”Universitetets namnsdagsalmanacka - Universitetets almanacksbyrå”. almanakka.helsinki.fi. Helsingfors universitet. https://almanakka.helsinki.fi/sv/kalender-2025/. Läst 22 februari 2025.
2. ↑  ”Namnsdagsrevideringar - Universitetets almanacksbyrå”. almanakka.helsinki.fi. Helsingfors universitet. https://almanakka.helsinki.fi/sv/namnsdagar/namnsdagsrevideringar.html. Läst 3 oktober 2020.
3. ↑  ”Norway” (på engelska). World Statesmen. http://www.worldstatesmen.org/Norway.htm. Läst 7 november 2012.
4. ↑  Sällström, Helena (25 september 2018). ”Historiska besked i dag: Löfven tvingas bort av riksdagens ledamöter”. Omni. Läst 25 september 2018.